# Чиког (Вісконсин)
Чиког (англ. Chicog) — місто (англ. town) в США, в окрузі Вошберн штату Вісконсин. Населення — 292 особи (2020).

## Демографія
Згідно з переписом 2010 року, у місті мешкали 234 особи в 124 домогосподарствах у складі 66 родин. Було 578 помешкань
Расовий склад населення:
| - 99,1 % — білих - 0,4 % — корінних американців - 0,4 % — азіатів |

До двох чи більше рас належало 0,0 %. Частка іспаномовних становила 0,0 % від усіх жителів.
За віковим діапазоном населення розподілялося таким чином: 11,5 % — особи молодші 18 років, 60,3 % — особи у віці 18—64 років, 28,2 % — особи у віці 65 років та старші. Медіана віку мешканця становила 57,9 року. На 100 осіб жіночої статі у місті припадало 101,7 чоловіків;  на 100 жінок у віці від 18 років та старших — 107,0 чоловіків також старших 18 років.
Середній дохід на одне домашнє господарство  становив 61 018 доларів США (медіана — 55 833), а середній дохід на одну сім'ю — 73 678 доларів (медіана — 59 643). Медіана доходів становила 43 750 доларів для чоловіків та 29 167 доларів для жінок. За межею бідності перебувало 4,5 % осіб, у тому числі 0,0 % дітей у віці до 18 років та 1,2 % осіб у віці 65 років та старших.
Цивільне працевлаштоване населення становило 100 осіб. Основні галузі зайнятості: виробництво — 16,0 %, будівництво — 15,0 %, освіта, охорона здоров'я та соціальна допомога — 14,0 %.